# پسری با پیپ
پسری با پیپ (به فرانسوی: Garçon à la pipe) از آثار نقاش اسپانیایی پابلو پیکاسو (۱۸۸۱ - ۱۹۷۳ میلادی) است که پیکاسوی ۲۴ ساله، آن را در سال ۱۹۰۵ و اندکی پس از رسیدن به Montmartre در پاریس خلق کرد.
این اثر در دومین دوره طبقه‌بندی سیر تکامل آثار هنری پیکاسو موسوم به دوره سرخ (۱۹۰۴ - ۱۹۰۶ میلادی) کشیده شده‌است، زمانی که پیکاسوی جوان از زمینه سرد و دلگیر آبی به زمینه‌ای گرم و دلگشا با ترکیبی از قرمز و نارنجی روی آورد. در این پرتره، پیکاسو پسری جوان به نام «لویی کوچک» (به فرانسوی: Petit Louis) را به تصویر کشیده‌است که معمولاً در اطراف استودیو وی در Montmartre وقت را به بطالت می‌گذارند. پسرک لباسی یکپارچه آبی بر تن دارد و پیپی را قلم گونه در دست گرفته‌است در حالی که تاجی از گل سرخ بر سر دارد.
با این که این اثر در زمره کارهای درجه ۲ و نه چندان مشهور پیکاسو قرار دارد، نمی‌توان از تلاش نقاش در تبدیل پسربچه پاریسی به قدیسی خدای‌گونه در نهایت آرامش و زیبایی گذشت. تلاشی که در طرح زیبای تاج گل سرخ بر سر پسربچه، پس زمینه‌ای کلاسیک از دوره سرخ و ترکیب آن با لباس تماماً آبی وی که گریزی است به دوره آبی، شکل گرفته‌است.
این اثر در سال ۲۰۰۴ میلادی و در جریان یک حراجی در نیویورک به قیمت باورنکردنی ۱۰۴ میلیون دلار به فروش رفت و برای مدتی رکورددار گران‌ترین اثر هنری جهان باقی ماند. رکورد گران‌ترین اثر هنری جهان، هم‌اکنون در اختیار «شماره ۵، ۱۹۴۸» اثر جکسون پولاک است.
تفاوت بین کیفیت اثر در مقام مقایسه با سایر کارهای پیکاسو و قیمت نجومی آن در زمان خود بحث‌های بسیاری در مورد محدود کردن سقف قیمت حراج آثار هنری با توجه کیفیت، قدمت و تأثیر آن در چرخه پیدایش هنر و به خصوص هنر مدرن ایجاد کرد.